# Sussaba atra
Sussaba atra är en stekelart som beskrevs av Manukyan 1988. Sussaba atra ingår i släktet Sussaba och familjen brokparasitsteklar. Inga underarter finns listade i Catalogue of Life.